# Концерт
Концерт (итал. concerto, енгл. concert; фр. concert) је јавни наступ музичара уживо пред публиком.
Концерт може да свира или пева један музичар или двоје (реситал), музички ансамбл (оркестар, хор, или музичка група).

## Где се концерт може одржати
Концерт се може одржати на разним местима, у приватним кућама и малим ноћним клубовима, концертним дворанама или аренама, тврђавама или дворовима, забавним центрима, парковима, па чак и на спортским стадионима.

## Изглед бине на концертима
Музичари свирају на уздигнутој бини, тј. позорници или сцени која је осветљена, а често (на концертима популарне музике) је комбинована и скупим светлосним, димним и пиротехничким ефектима. 
Концерти су често догађаји уживо и, ако су намењени великом броју посетилаца, захтевају подршку професионалне аудио опреме. 

## Врсте концерта
Зависно од:
- намене, концерт може бити донаторски, хуманитарни.
- жанра и ансамбла који изводи, концерт може бити класичан, џез, народни, забавни, рок, поп...
- временског трајања, концерт може бити кратак, мини-концерт и дуг, нпр. целовечерњи.
- карактера, концерт може бити ревијски, фестивалски, такмичарски

Концерт (жаргонски) у народној и забавној музици се каже "шоу", "свирка", у новије време и журка.